# Anomala jacobsoni
Anomala jacobsoni är en skalbaggsart som beskrevs av Ohaus 1914. Anomala jacobsoni ingår i släktet Anomala och familjen Rutelidae. Inga underarter finns listade i Catalogue of Life.